# Lindomar Castilho
Lindomar Castilho (Santa Helena de Goiás, Goiás; 21 de enero de 1940), es un cantautor brasileño, siendo el más conocido por la música-baião "Chamarada",(Llamarada) por sus buenhumorados boleros "Você é doida demais" (Tu estas loca demás) y
"Eu amo a sua mãe" (Yo amo a su madre) y también por la samba-canção Tudo tem a Ver (Todo tiene que Ver).
Su último disco Lindomar Castilho ao Vivo fue lanzado por Sony Music en 2000 en el auge del fenómeno musical forró.
Lindomar también fue conocido por el hecho de haber asesinado a su segunda esposa (la primera y la más querida falleció en un accidente vial), la también cantante Eliana de Gramond, al encontrarla con su amante. El crimen ocurrió el 30 de marzo de 1981; en ese momento, la pareja se había separado por un año, tuvieron una hija llamada Liliane de Grammont. Fue condenado a 12 años de prisión pero siete años más tarde, fue liberado de la cárcel en libertad condicional.
En cuanto estaba preso grabó un disco que lleva por título "Muralhas da Solidão" (Paredes de soledad) en la penitenciaría goiana.
Lindomar construyó una carrera de éxitos con sus boleros y samba-canção románticas. Fue uno de los mayores vendedores de discos en Brasil en la década de los 70's. Su estilo influenció toda una generación de cantantes. Sus discos eran lanzados simultáneamente en Brasil y en los Estados Unidos.